# США на летних Олимпийских играх 1964
На летних Олимпийских играх 1964 года США представляли 346 спортсменов (267 мужчин, 79 женщин). Они завоевали 36 золотых, 26 серебряных и 28 бронзовых медалей, что вывело сборную на 1-е место в неофициальном командном зачёте.

## Медалисты

### Золото
| Медаль | Спортсмен | Вид спорта           | Дисциплина                                              |
| ------ | --- | -------------------- | ------------------------------------------------------- |
| Золото | Роберт Хэйес | Лёгкая атлетика      | Мужчины, 100 м                                          |
| Золото | Генри Карр | Лёгкая атлетика      | Мужчины, 200 м                                          |
| Золото | Майк Ларраби | Лёгкая атлетика      | Мужчины, 400 м                                          |
| Золото | Роберт Шуль | Лёгкая атлетика      | Мужчины, 5000 м                                         |
| Золото | Билли Миллс | Лёгкая атлетика      | Мужчины, 10.000 м                                       |
| Золото | Хейс Джонс | Лёгкая атлетика      | Мужчины, 110 м с барьерами                              |
| Золото | Уоррен Коули | Лёгкая атлетика      | Мужчины, 400 м с барьерами                              |
| Золото | Пол Дрэйтон Джерри Эшуорт Ричард Стеббинс Роберт Хэйес                                                                                                 | Лёгкая атлетика      | Мужчины, эстафета 4×100 м                               |
| Золото | Оллан Касселл Майк Ларраби Уилис Уильямс Генри Карр | Лёгкая атлетика      | Мужчины, эстафета 4×400 м                               |
| Золото | Фред Хансен | Лёгкая атлетика      | Мужчины, прыжки с шестом                                |
| Золото | Даллас Лонг | Лёгкая атлетика      | Мужчины, толкание ядра                                  |
| Золото | Альфред Ортер | Лёгкая атлетика      | Мужчины, метание диска                                  |
| Золото | Вайомия Тайес | Лёгкая атлетика      | Женщины, 100 м                                          |
| Золото | Эдит Макгуайр | Лёгкая атлетика      | Женщины, 200 м                                          |
| Золото | Эдвард Ферри Конн Финдли Кент Митчелл | Академическая гребля | Мужчины, двойки распашные с рулевым                     |
| Золото | Джозеф Эмлонг Томас Эмлонг Харольд Бадд Эмори Кларк Стэнли Квиклински Хью Фоли Уильям Кнехт Уильям Стоу Роберт Зимоньи                                 | Академическая гребля | Мужчины, восьмёрки                                      |
| Золото | Джим Барнс Билл Брэдли Ларри Браун Джо Колдуэлл Мел Каунтс Дик Дэвис Уолт Хаззард Люциус Джексон Джон Маккафри Джефф Маллинс Джером Шипп Джордж Уилсон | Баскетбол            | Мужчины                                                 |
| Золото | Джо Фрейзер | Бокс                 | Мужчины, свыше 81 кг                                    |
| Золото | Дональд Шолландер | Плавание             | Мужчины, 100 м вольным стилем                           |
| Золото | Дональд Шолландер | Плавание             | Мужчины, 400 м вольным стилем                           |
| Золото | Джед Граф | Плавание             | Мужчины, 200 м на спине                                 |
| Золото | Ричард Рот | Плавание             | Мужчины, 400 м комплексным плаванием                    |
| Золото | Стивен Кларк Майкл Остин Гэри Илман Дон Шолландер Лари Шульгоф                                                                                         | Плавание             | Мужчины, эстафета 4×100 м вольным стилем                |
| Золото | Стивен Кларк Рой Саари Гэри Илман Дон Шолландер Билл Меттлер Дэвид Лайонс Майкл Уолл Эд Таунсенд                                                       | Плавание             | Мужчины, эстафета 4×200 м вольным стилем                |
| Золото | Томпсон Манн Уильям Крейг Фред Шмидт Стивен Кларк Ричард Макги Вирджил Люкен Уолтер Ричардсон Роберт Беннетт                                           | Плавание             | Мужчины, эстафета 4×100 м комбинированная               |
| Золото | Вирджиния Дюнкел | Плавание             | Женщины, 400 м вольным стилем                           |
| Золото | Кэти Фергюсон | Плавание             | Женщины, 100 м на спине                                 |
| Золото | Шарон Стаудер | Плавание             | Женщины, 100 м баттерфляем                              |
| Золото | Донна де Варона | Плавание             | Женщины, 400 м комплексным плаванием                    |
| Золото | Шарон Стаудер Донна де Варона Лиллиан Уотсон Кэтлин Эллис Джинн Халлок Эрика Брикер Линн Оллсап Пейшенс Шерман                                         | Плавание             | Женщины, эстафета 4×100 м вольным стилем                |
| Золото | Кэти Фергюсон Синтия Гойетт Шарон Стаудер Кэтлин Эллис Нина Хармер Джуди Ридер Сьюзан Питт Лиллиан Уотсон                                              | Плавание             | Женщины, эстафета 4×100 м комбинированная               |
| Золото | Кеннет Ситцбергер | Прыжки в воду        | Мужчины, трамплин 3 м                                   |
| Золото | Роберт Уэбстер | Прыжки в воду        | Мужчины, вышка 10 м                                     |
| Золото | Лесли Буш | Прыжки в воду        | Женщины, вышка 10 м                                     |
| Золото | Лонес Виггер | Стрельба             | Мужчины, малокалиберная винтовка с трёх положений, 50 м |
| Золото | Гэри Андерсон | Стрельба             | Мужчины, произвольная винтовка с трёх положений, 300 м  |

### Серебро
| Медаль  | Спортсмен                                           | Вид спорта                  | Дисциплина                                  |
| ------- | --------------------------------------------------- | --------------------------- | ------------------------------------------- |
| Серебро | Пол Дрэйтон                                         | Лёгкая атлетика             | Мужчины, 200 м                              |
| Серебро | Блейн Линдгрен                                      | Лёгкая атлетика             | Мужчины, 110 м с барьерами                  |
| Серебро | Ральф Бостон                                        | Лёгкая атлетика             | Мужчины, прыжки в длину                     |
| Серебро | Джон Томас                                          | Лёгкая атлетика             | Мужчины, прыжки в высоту                    |
| Серебро | Рэнди Мэтсон                                        | Лёгкая атлетика             | Мужчины, толкание ядра                      |
| Серебро | Эдит Макгуайр                                       | Лёгкая атлетика             | Женщины, 100 м                              |
| Серебро | Уилли Уайт Вайомия Тайес Мэрилин Уайт Эдит Макгуайр | Лёгкая атлетика             | Женщины, эстафета 4×100 м                   |
| Серебро | Сеймор Кромуэлл Джеймс Сторм                        | Академическая гребля        | Мужчины, двойки парные                      |
| Серебро | Фрэнсин Фокс Глориэнн Перье                         | Гребля на байдарках и каноэ | Женщины, байдарка-двойка, 500 м             |
| Серебро | Майкл Пэйдж Кевин Фримэн Майкл Пламб                | Конный спорт                | Троеборье, командное первенство             |
| Серебро | Питер Барретт                                       | Парусный спорт              | Класс «Финн»                                |
| Серебро | Ричард Стернс Линн Уильямс                          | Парусный спорт              | Класс «Звёздный»                            |
| Серебро | Джон Нельсон                                        | Плавание                    | Мужчины, 1500 м вольным стилем              |
| Серебро | Гэри Дилли                                          | Плавание                    | Мужчины, 200 м на спине                     |
| Серебро | Карл Роби                                           | Плавание                    | Мужчины, 200 м баттерфляем                  |
| Серебро | Рой Саари                                           | Плавание                    | Мужчины, 400 м комплексным плаванием        |
| Серебро | Шарон Стаудер                                       | Плавание                    | Женщины, 100 м вольным стилем               |
| Серебро | Мэрилин Раменофски                                  | Плавание                    | Женщины, 400 м вольным стилем               |
| Серебро | Клодия Колб                                         | Плавание                    | Женщины, 200 м брассом                      |
| Серебро | Шэрон Финнеран                                      | Плавание                    | Женщины, 400 м комплексным плаванием        |
| Серебро | Фрэнк Горман                                        | Прыжки в воду               | Мужчины, трамплин 3 м                       |
| Серебро | Жанна Кольер                                        | Прыжки в воду               | Женщины, трамплин 3 м                       |
| Серебро | Джеймс Мур Дэвид Кирквуд Пол Пести                  | Современное пятиборье       | Мужчины, командное первенство               |
| Серебро | Франклин Грин                                       | Стрельба                    | Мужчины, пистолет 50 м                      |
| Серебро | Лонес Виггер                                        | Стрельба                    | Мужчины, малокалиберная винтовка лёжа, 50 м |
| Серебро | Исаак Бергер                                        | Тяжёлая атлетика            | Мужчины, до 60 кг                           |

### Бронза
| Медаль | Спортсмен                                         | Вид спорта                  | Дисциплина                                              |
| ------ | ------------------------------------------------- | --------------------------- | ------------------------------------------------------- |
| Бронза | Билл Деллинджер                                   | Лёгкая атлетика             | Мужчины, 5000 м                                         |
| Бронза | Джон Рэмбо                                        | Лёгкая атлетика             | Мужчины, прыжки в высоту                                |
| Бронза | Дэйв Уэйлл                                        | Лёгкая атлетика             | Мужчины, метание диска                                  |
| Бронза | Джеффри Пикард Дик Лайон Теодор Миттет Теодор Нэш | Академическая гребля        | Мужчины, четвёрки распашные без рулевого                |
| Бронза | Роберт Кармоди                                    | Бокс                        | Мужчины, до 51 кг                                       |
| Бронза | Чарльз Браун                                      | Бокс                        | Мужчины, до 57 кг                                       |
| Бронза | Рональд Харрис                                    | Бокс                        | Мужчины, до 60 кг                                       |
| Бронза | Дэниел Брэнд                                      | Борьба                      | Мужчины, вольная борьба, до 87 кг                       |
| Бронза | Маршия Джонс                                      | Гребля на байдарках и каноэ | Женщины, бадарка-одиночка, 500 м                        |
| Бронза | Джеймс Брегман                                    | Дзюдо                       | Мужчины, до 80 кг                                       |
| Бронза | Харри Мелджес Уильям Бентсен                      | Парусный спорт              | Класс «Летучий голландец»                               |
| Бронза | Лоуэлл Норт Чарльз Роджерс Ричард Дивер           | Парусный спорт              | Класс «Дракон»                                          |
| Бронза | Джон Макнамара Фрэнсис Скалли Джозеф Бэтчелдер    | Парусный спорт              | Класс «5.5 mR»                                          |
| Бронза | Роберт Беннетт                                    | Плавание                    | Мужчины, 200 м на спине                                 |
| Бронза | Честер Джастремски                                | Плавание                    | Мужчины, 200 м брассом                                  |
| Бронза | Фред Шмидт                                        | Плавание                    | Мужчины, 200 м баттерфляем                              |
| Бронза | Кэтлин Эллис                                      | Плавание                    | Женщины, 100 м вольным стилем                           |
| Бронза | Кэтлин Эллис                                      | Плавание                    | Женщины, 400 м вольным стилем                           |
| Бронза | Вирджиния Дюнкел                                  | Плавание                    | Женщины, 100 м на спине                                 |
| Бронза | Кэтлин Эллис                                      | Плавание                    | Женщины, 100 м баттерфляем                              |
| Бронза | Марта Рэндолл                                     | Плавание                    | Женщины, 400 м комплексным плаванием                    |
| Бронза | Лоуренс Эндрисен                                  | Прыжки в воду               | Мужчины, трамплин 3 м                                   |
| Бронза | Лоуренс Эндрисен                                  | Прыжки в воду               | Мужчины, вышка 10 м                                     |
| Бронза | Пэтси Виллард                                     | Прыжки в воду               | Женщины, трамплин 3 м                                   |
| Бронза | Томми Пул                                         | Стрельба                    | Мужчины, малокалиберная винтовка лёжа, 50 м             |
| Бронза | Мартин Гуннарссон                                 | Стрельба                    | Мужчины, произвольная винтовка из трёх положений, 300 м |
| Бронза | Уильям Моррис                                     | Стрельба                    | Мужчины, трап                                           |
| Бронза | Норберт Шемански                                  | Тяжёлая атлетика            | Мужчины, свыше 90 кг                                    |

## Результаты соревнований

### Академическая гребля
В следующий раунд из каждого заезда проходили несколько лучших экипажей (в зависимости от дисциплины). В финал A выходили 6 сильнейших экипажей, ещё 6 экипажей, выбывших в отборочном заезде, распределяли места в малом финале B.
Мужчины
| Соревнование | Спортсмены                  | Предварительный заезд | Предварительный заезд | Предварительный заезд | Отборочный заезд | Отборочный заезд | Отборочный заезд | Финал   | Финал   | Итоговое место |
| Соревнование | Спортсмены                  | Заезд                 | Время                 | Место                 | Заезд            | Время            | Место            | Время   | Место   | Итоговое место |
| ------------ | --------------------------- | --------------------- | --------------------- | --------------------- | ---------------- | ---------------- | ---------------- | ------- | ------- | -------------- |
| одиночки     | Дональд Сперо               | 2                     | 7:41,94               | 1 QA                  | не участвовал    | не участвовал    | не участвовал    | Финал A | Финал A | 6              |
| одиночки     | Дональд Сперо               | 2                     | 7:41,94               | 1 QA                  | не участвовал    | не участвовал    | не участвовал    | 8:37,53 | 6       | 6              |
| двойки       | Джеймс Эдмондс Тони Джонсон | 1                     | 7:33,89               | 4                     | 3                | 7:30,84          | 2 QB             | Финал B | Финал B | 10             |
| двойки       | Джеймс Эдмондс Тони Джонсон | 1                     | 7:33,89               | 4                     | 3                | 7:30,84          | 2 QB             | 7:15,04 | 4       | 10             |

### Тяжёлая атлетика
Спортсменов — 6
| Спортсмен        | Категория   | Масса, кг | Жим   | Жим   | Жим   | Рывок | Рывок | Рывок | Толчок | Толчок | Толчок | Всего | Место |
| Спортсмен        | Категория   | Масса, кг | 1     | 2     | 3     | 1     | 2     | 3     | 1      | 2      | 3      | Всего | Место |
| ---------------- | ----------- | --------- | ----- | ----- | ----- | ----- | ----- | ----- | ------ | ------ | ------ | ----- | ----- |
| Исаак Бергер     | До 60 кг    | 59,55     | 117,5 | 122,5 | 122,5 | 107,5 | 112,5 | 112,5 | 145    | 150    | 152,5  | 382,5 | 2     |
| Тони Гарси       | До 67,5 кг  | 67,50     | 122,5 | 127,5 | 132,5 | 120   | 125   | 130   | 155    | 160    | 160    | 412,5 | 4     |
| Гари Кливленд    | До 82,5 кг  | 81,75     | 145   | 150   | 152,5 | 130   | 135   | 137,5 | 167,5  | 172,5  | 172,5  | 455   | 5     |
| Билл Марч        | До 90 кг    | 89,80     | 150   | 155   | 157,5 | 135   | 140   | 140   | 177,5  | 177,5  | 182,5  | 467,5 | 4     |
| Луи Рике         | До 90 кг    | 89,35     | 142,5 | 147,5 | 147,5 | 140   | 140   | —     | —      | —      | —      | —     | —     |
| Норберт Шемански | Свыше 90 кг | 120,90    | 180   | 180   | 180   | 155   | 160   | 165   | 192,5  | 205    | 205    | 537,5 | 3     |
| Гари Губнер      | Свыше 90 кг | 125,45    | 170   | 175   | 175   | 142,5 | 150   | 150   | 187,5  | 195    | 195    | 512,5 | 4     |

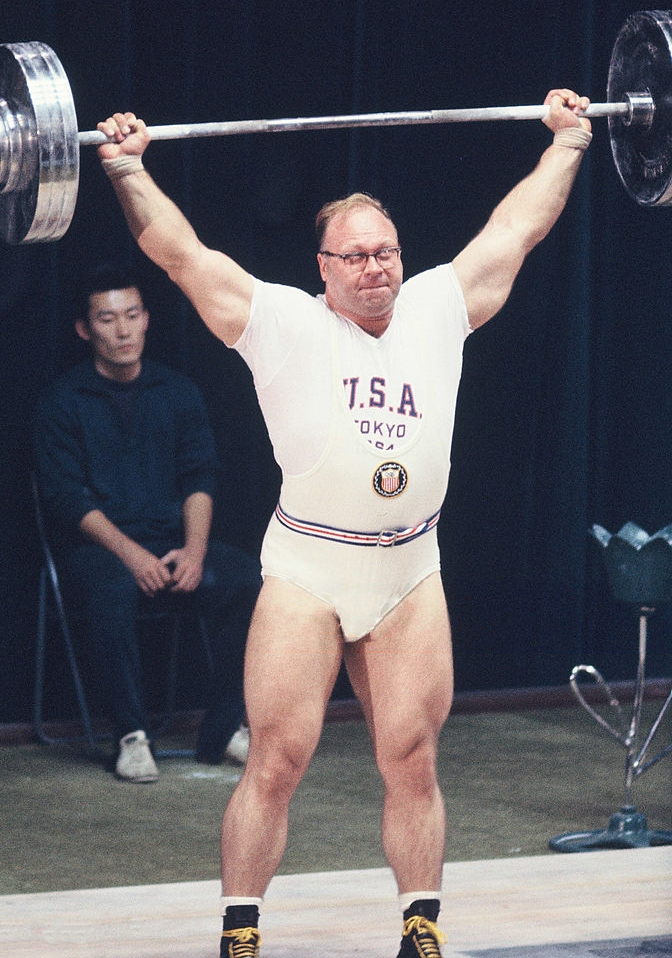
Норберт Шемански на Олимпиаде 1964

Главный тренер — Боб Хоффман, менеджер — Джон Терпак.